# HAPPY! STYLE
HAPPY!STYLE（ハッピースタイル）とは、アップフロントグループの芸能事務所であるアップフロントスタイル（現・スタイルキューブ）が2008年5月に始めた、アイドルソングやアニメソングを歌う、ライブ活動を中心としたプロジェクトである。総合プロデューサーはたかみゆきひさ。

## 声優育成のためのライブ開催
声優としての活動が軌道に乗り始めると、ライブをやりたくても歌とダンスを覚えるための時間が確保しづらくなるため、それに対応するための仕組みづくりとして、HAPPY! STYLEでは2週間限定の集中レッスンを行い、年3回ほどのペースでライブを開催した。また、訓練と並行して、声優として育てるためのボイストレーニングも進めていった。
会場は主に表参道FAB（現・表参道GROUND）を使用。アイドルソング（ハロプロの楽曲も含む）やアニメソングをリスペクトし、認知してもらうため、ライブのほとんどのセットリストがカバーソングで構成されている。

## レギュラーメンバー
- 能登有沙
- 三澤紗千香
- 寺門仁美（元々はゲストだが現在はスタイルキューブ所属）
- スタイルキューブ研究生（同上）

### 過去の出演者
- 月宮うさぎ（ゲスト）
- 廣田詩夢（ゲスト）
- 前田彩里（ゲスト）

元レギュラーメンバー
- HAPPY!STYLE Rookies
  - 笹峰葵
  - 坂田奈穂子
  - 平田梨亜
  - 松永真穂
- 枝川みるる
- SI☆NA
  - 中山菜々
  - 須磨愛
  - 岩嶋雅奈未
  - 阿部麻美
- ゆいかおり
  - 小倉唯
  - 石原夏織
- StylipS（2016年に事実上の活動停止）
  - 豊田萌絵（009より参加）
  - 伊藤美来（同上）

## 活動
2008年
- 5月6日 『HAPPY! STYLE Communication Circuit 001』表参道FAB
- 7月6日 『HAPPY!STYLE 2nd Communication Circuit 002』表参道FAB
- 9月7日 『HAPPY! STYLE Communication Circuit 003』表参道FAB
- 10月13日 『HAPPY! STYLE Communication Circuit 004』Shibuya O-West
- 12月23日 『HAPPY! STYLE Xmas Special Talk LIVE "Tiny Xmas Fantasy"』パシフィックヘブン

2009年
- 2月15日 『HAPPY! STYLE Communication Circuit 005』表参道FAB
  - バレンタイン特集
- 5月6日 『HAPPY! STYLE Communication Circuit 006』表参道FAB

2010年
- 5月2日、3日『HAPPY!STYLE Communication Circuit 007』表参道FAB
  - 2日 昼〜Vela〜SI☆NAプロデュース
  - 2日 夜〜Puppis〜ゆいかおりプロデュース
  - 3日 昼〜Carina〜能登有沙プロデュース
  - 3日 夜〜Pyxis〜リクエストコーナー

公演タイトルはアルゴ座から分割した星座の名前。
2011年
- 5月21日『HAPPY!STYLE Communication Circuit 008』文化放送メディアプラスホール

2013年
- 6月23日『HAPPY!STYLE Communication Circuit 009』初台The DOORS